# Абазини
Абазини су кавкаски абхаско-адигејски народ, сродан Абхазима, који претежно живи у Русији (Карачајево-Черкезија) и Турској. Карачајево-Черкезија је матично подручје Абазина, иако они нису поменути у називу ове републике, у којој чине 7,8% становништва и представљају четврти народ по бројности, после Карачајаца (41%), Руса (32%) и Черкеза (12%). Абазини највише настањују Абазински дистрикт ове републике, а у политичком смислу су се увек држали заједно са етнички сродним Черкезима. Већином су исламске вероисповести, а говоре абазинским језиком, који спада у абхаско-абазинску групу северозападнокавкаске (абхаско-адигејске) породице језика.

## Популација
Не постоје подаци о популацији Абазина у Русији пре краја 19. вјека, а од тада она је у порасту:
| Година | Број становништва |
| ------ | ----------------- |
| 1883.  | 9 921             |
| 1926.  | 13 825            |
| 1939.  | 15 300            |
| 1959.  | 19 600            |
| 1970.  | 25 448            |
| 1979.  | 29 497            |
| 1989.  | 33 613            |
| 2010.  | 43 341            |

Подаци указују на континуирани раст популације и прилично висок, мада смањен, број говорника матерњег језика. Данас Абазина укупно има око 71.000, од тога у Русији око 45.000, у Турској око 13.000 и Египту око 13.000. Према резултатима пописа становништва Руске Федерације, Абазина је 2010. било 43.341.

## Име и особине
Само име Абазина је старијег поријекла и као такве су их познавали и сусједни Черкези (Адигејци и Кабардинци). Као Абазине их познају сви народи. Језик је сличан абхаском језику, али такође садржи и елементе карактеристичне за кабардински језик. Од свих језика који се говоре у бившем Совјетском Савезу, фонетика абазинског се сматра најтежом. Језик Абазина је подељен на два дијалекта који одговарају двјема сродним заједницама: Тапанта и Шкарауа.
Станиште Абазина је у подножју планина Кавказа на горњим прелазима ријека Мали и Велики Зеленчук, Кубањ и Кума. Већина Абазина живи у 13 села Карачајево-Черкезије, али неки од њих живе раштркани у кабардинским, адигијским и ногајским селима. Два села Абазина налазе се у близини Кисловодск-а.
Антрополошки гледано Абазини припадају балканско-кавкаској подраси и имају карактеристике понтијског и кавкаског типа. Имају релативно благу пигментацију, округлу главу средње величине.

## Религија
Религија Абазина је сунитски ислам, прихваћен у 17. - 18. вијеку да би замијенио хришћанство. Ипак, и раније хришћанство и каснији ислам у великој мјери се мешају са паганским обичајима и вјеровањима, чији утицај се може примјетити и данас.

## Етнологија
Етнолошки развој Абазинског народа личи на развој Абхаског народа. Оба народа потичу од прото-абхаских племена која су у првом миленијуму прије нове ере населила подручје у близини Црног мора (од данашњег Туапса до Сукхумија). До 8. вијека четири различите племенске групе (Апсил, Абазг, Сваниг, Мисимиан) произвеле су Абхазине и од 8. до 9. вијека народ Абаза. Сматра се да централни дио развоја Абазина припада племену Абазги које је било насељено у сјеверозападном дијелу Абхазије од ријеке Бсиб до данашњег Туапса. Ову територију су насељавали Абазини све до 13. вијека, у којем је дошло до масовне миграције на сјеверни Кавказ.
Према ријечима археолога, трагови кретања у том правцу датирају из 8. вијека, док 13-14. вијек свједочи о пресељењу целог племена Тапанта. Писани записи о северном Кавказу из 18. вијека већ садрже имена свих абазинских племена. Међутим, дио абазинског племена Шкаруа остао је да живи на обали Црног мора, где су их асимиловали Абхази и Черкези.
Записи из 15. и 16. вијека приказују Абазе као снажну и милитантну нацију. Стални унутрашњи сукоби и непријатељства временом су довели до потпадања под власт Кабардинаца у 17. вијеку. У 18. и 19. вијеку територија Абазина постала је језгро раздора у империјалној политици Русије и Турске. Иако је побједа припадала Русији, Абазијци су се више видјели као припадници војне силе која је изгубила, што се такође одразило на њихово велико расељавање у Турску. Емиграција је убрзана владином наредбом из 1862. године која захтјевала да људи напусте подручје између рјека Лабо и Бели и оду или на Кубањ или у иностранство. Као резултат масивног егзодуса само 9.000 од 50.000 људи остало је на територији до 1880. године. Индиректно је закључено да је број емиграната Абазије у Турску било око 30.000-45.000.

## Економски живот
Економски живот Абазина био је обликован њиховим окружењем. Прије 1860. година, када су живели у планинама богатим пашњацима, главно занимање је било узгајање стоке. Међу њима је било оваца и коза, а било је и крупније рогате стоке. Абазини су такође познати по својим стадима коња са педигреом. Поред тога бавили су се и земљорадњом.
Спајање Кубања са Русијом је довело до значајног пораста словенске имиграције. Током 1867. године Абазини су нашли на подручју ново-створеног Баталпашинском подручју, у коме су Руси чинили 69,3% становништва. Током земљишне реформе на бившим територијама Абаза, нови насељеници су добили више од два милиона хектара земље. Абазини су се концентрисали у заједнице које су добиле земљу на истој основи као и нови насељеници. Значај сточарства је драстично смањен, јер су пашњаци прешли у приватне руке, а закуп је постао претјерано висок. Претежно занимање је постала земљорадња. Године 1866. усвојен је новчани порез на државном нивоу који је убрзао развој финансијских и трговинских односа у селу. Реформа је такође промијенила структуру села Абаза. Према владиним стандардима, једна заједница морала је да садржи најмање 200 домаћинстава, па је неколико села било уједињено. Као резултат ове реформе, уништен је родовски систем и појавила су се мјешовита села. Формирано је осам села Абазина, и то: Кувин, Доњи Кубан, Шахгирејев, Кума-Абазин, Доњи Зеленчук, Дударуков, Кличев и Бибердов. Од ових само прва четири су етнички чиста села Абаза.

## Историја
Дана 7. фебруара 1918. године у Баталпашинску је успостављена совјетска власт. Након тога услиједио је грађански рат. Неколико пута је долазило до административне реорганизације. Села Абазина су подељена између двије нове административне јединице: Карачајске аутономне регије и Националне области Черкезије. Земља Абаза је спојена као једна административна јединица тек 9. јануара 1957. године, када је основан Карачајско-черкески аутономни округ.
Средином двадесетих година прошлог вијека неколико села овог народа промјенили су називе из идеолошких разлога, јер су претходна имена алудирала на суверене или племиће. Појавила су се нова села Абазина на земљиштима испражњеним током идеолошке борбе и истребљења кулака.
Главне промјене у друштву Абазина у протеклих 70 година биле су двије совјетске кампање: колективизација и културна револуција. Колективизација је погоршала антагонизам између различитих друштвених слојева. Рјешење је пронађено у депортацији људи неприхватљивих за централне власти. Атмосфера терора убрзала је формирање колхоза.
Циљ колективизације био је консолидација совјетског економског система, док је идеолошку борбу требало добити путем образовања и културе. Образовање доступно Абазинима прије доласка совјетске власти било је селоска школа или џамија. Повремено, срећнији или бистрији студент могао је такође ићи у средњу школу. Године 1918. акценат је постављен на средњошколско образовање на локалном језику. Ово је, међутим, постало могуће тек после 1923. године када је Талустан Табулов написао уџбенике на абазанском језику на латиници. Образовање за Абазе трајало је само шест година.
У наредним годинама дошло је до неких промјена у образовању Абазина. Наиме, централна влада је 1938. наредила да књижевни језик Абазина усвоји, ћирилични алфабет, а руски језик постаје званични језик наставе, док су абазински језик и књижевност задржани као предмети у наставном плану и програму). Упркос томе, у културном животу Абаза била је развијена културна проза (Табулов, Жир) и позориште Абаза.
Империјална политика, као и Пан-Словенска и совјетска пропаганда оставиле су утицај на свакодневни живот и менталитет Абазина. Њихова одећа и кућни апарати одражавају напредак европске културе. Масовна произведена фабричке роба свакако не носи отисак вијековне традиције. Домови могу бити изграђени само према једном од три стандардизована пројекта одобрена од стране државе. Традиционална села у којима су се домаћинства налазила случајно, а понекад и прилично далеко, замењена су руским стазама.
Религија се повлачи пред совјетском идеологијом. Од традиционалних обреда и обичаја чини се да они који су повезани с сахраном показују највећи отпор. Идентитет и јединство народа Абаза ускоро могу угрозити двије тенденције које су се појавиле током 1970-их и 1980-их, посебно све већи број мјешовитих бракова и урбанизације. Године 1979. људи који живе у градовима чинили су 21% свих Абазина.